# ATP Challenger Guam
Der ATP Challenger Guam (offiziell: Guam Challenger) war ein Tennisturnier, das 1990 und 1991 auf Guam stattfand. Es gehörte zur ATP Challenger Tour und wurde im Freiluft auf Hartplatz gespielt.

## Liste der Sieger

### Einzel
| Jahr | Sieger              | Finalgegner  | Ergebnis    |
| ---- | ------------------- | ------------ | ----------- |
| 1991 | Richard Matuszewski | Jamie Morgan | 6:4, aufgg. |
| 1990 | Jamie Morgan        | Chuck Adams  | 6:2, 7:6    |

### Doppel
| Jahr | Sieger                       | Finalgegner               | Ergebnis      |
| ---- | ---------------------------- | ------------------------- | ------------- |
| 1991 | Steve DeVries Ted Scherman   | Matt Anger Andrew Castle  | 6:1, 3:6, 7:6 |
| 1990 | Jonathan Canter Kenny Thorne | David Adams Doug Eisenman | 6:1, 6:2      |